# Юэчжи

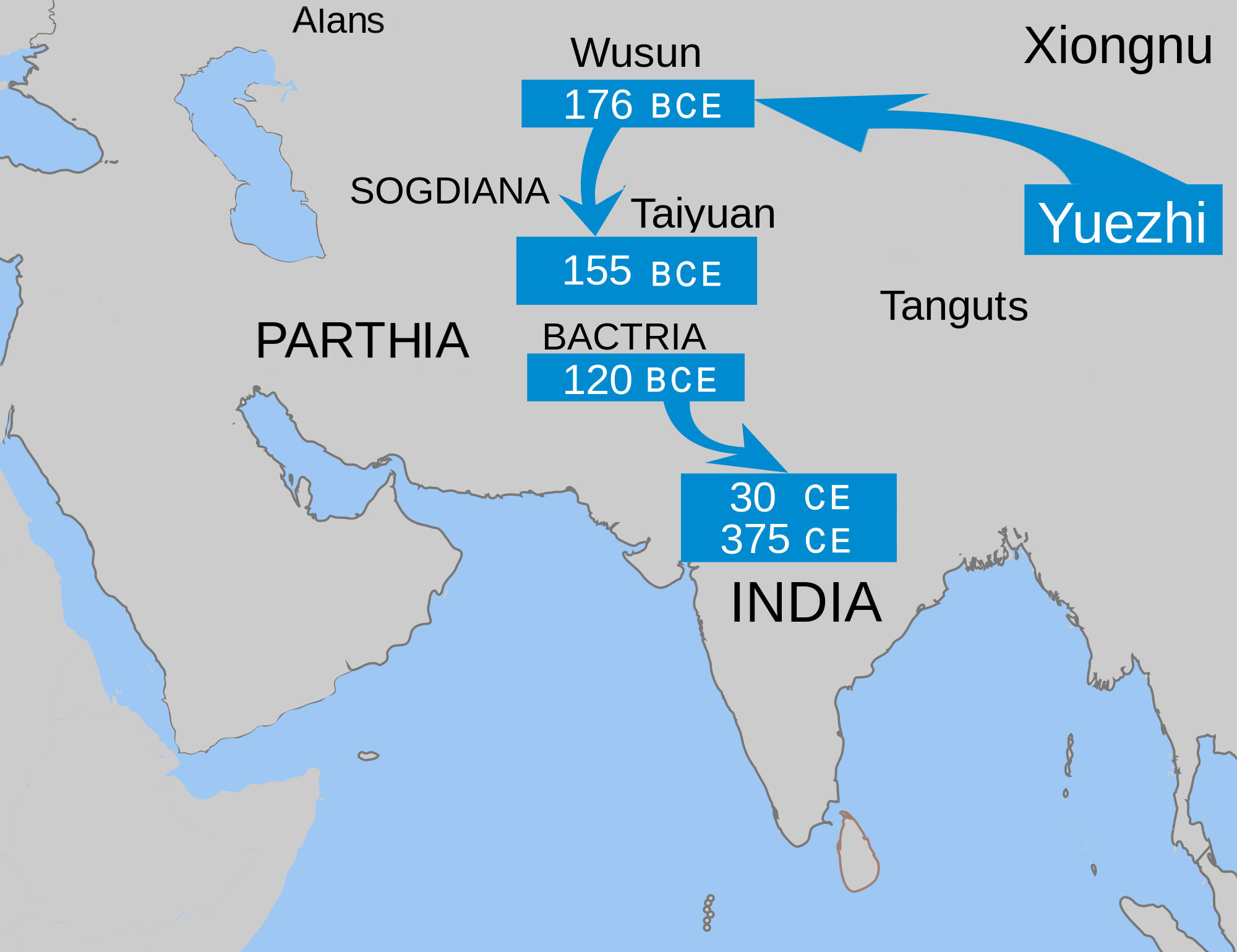
Миграция юэчжи по Центральной Азии со 176 года до н. э. по 30 год н. э.

Юэчжи́ (кит. 月氏, 月支), асии (у греков) — иранский народ в Центральной Азии (с 1-го тысячелетия до н. э.), говоривший на восточноиранских диалектах северной подгруппы. Также их называют иногда восточными сарматами из-за большого сходства культур. Исходно они занимали пастбища в бассейне Таримской котловины, включая современные Синьцзян-Уйгурский автономный район, Ганьсу и, возможно, Цилянь в Китае. Во II веке до н. э. часть их (кушаны, эфталиты и др.) перекочевала в Среднеазиатское междуречье и Бактрию, а потом в северную Индию, где они основали Тохаристан и Кушанскую империю. Юэчжи — восточноиранский народ, язык юэчжи был родственен языкам других иранских народов; соответственно, юэчжи не являются потомками таримцев.
Иранские народы, близкие к юэчжи, в древнегреческих источниках известны под именем тоха́ров, которое было ошибочно соотнесено с таримскими мумиями.
Существует предположение, что первый иероглиф в китайском слове «юэчжи» был не луной 月 (юэ), а мясом 肉 (жоу), тогда название «жоучжи́» приобретает смысл «едящие мясо».

## Первоначальное место обитания
Первое упоминание о народе юэчжи датируется 645 годом до н. э. Китайский автор Гуань Чжун в трактате Гуаньцзы (кит. 管子) описывает племя юйчжи (кит. 禺氏) или нючжи (кит. 牛氏) с северо-запада, которое поставляет Китаю нефрит из ближайших гор Юэчжи в Ганьсу. Поставки нефрита из Таримского бассейна в Китай хорошо исследованы археологами.
Детально об юэчжи говорится в китайских исторических документах, особенно во II веке до н. э. в «Исторических записках» Сыма Цяня. В главе 123 говорится, что «юэчжи изначально проживали между Цилянь, горами Тяньшань и Дуньхуаном», что соответствует востоку Таримского бассейна и северу Ганьсу.
Портреты их царей на монетах и антропологические данные показывают, что юэчжи принадлежали к европеоидной расе, однако не сохранилось непосредственных записей об именах их правителей и нет уверенности в точности передачи черт лица на портретах. Сохранились имена только их потомков кушан и эфталитов, которые вторглись в южные рубежи Азии. По китайским источникам юэчжи описываются как «белые люди с длинными каштановыми волосами».
Считается, что именно ятии (юэчжи) стали учителями хунну по набегам конных отрядов на китайские территории.
По китайским данным во время правления императора Цинь Шихуан-ди царство юэчжи процветало.

## Исход

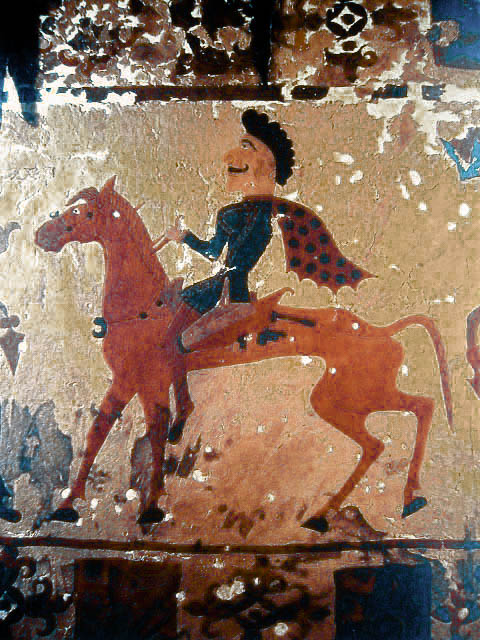
Скифский всадник из страны, в которую вторглись юэчжи, 300 год до н. э. Пазырык.

У юэчжи в обычае был обмен заложниками с сюнну. Модэ (кит. 冒頓), старший, нелюбимый сын шаньюя Тоуманя смог бежать из плена, украв лошадь, в то время как юэчжи собирались убить его после атаки его отца. Вернувшись, Модэ убил своего отца и сам стал правителем сюнну.
Около 177 года до н. э. сюнну во главе с Модэ вторглись в земли юэчжи в Ганьсу. По завоевании Модэ направляет послание к ханьскому двору о том, что его сын убил царя юэчжи и сделал чашу для питья из его черепа.
По китайским источникам значительная часть юэчжи попала в зависимость от сюнну. Видимо, они и стали предками будущего большого царства. Небольшая часть юэчжи бежала на юг через Тибет, они в китайских источниках получили название «малые юэчжи» (小月氏). Там они стали жить совместно с тибетоязычными цянами в Наньшане и переняли их обычаи. Согласно династийной «Истории Хань», спаслось 150 семей. Позже они поселились в горах на юго-запад от Яркенда. Столицей их стал город Фулуша (富樓沙). Правят потомки основателя малых юэчжи — сына Цзидоулоу (寄多羅), правителя большой орды. В их стране была буддийская пагода, якобы, построенная в 292 году до н. э.
Потом большая группа юэчжи смогла убежать из Таримского бассейна и Ганьсу на северо-запад, первоначально поселившись в долине реки Или к северу от гор Тяньшань, где они нанесли поражение племени сай — сакам или скифам. Племя сай было постепенно вытеснено в Кашмир и потом создало Индо-скифское царство.
После 155 года до н. э. племя усунь вместе с сюнну напали на юэчжи, вынудив их двинуться дальше на юг. Юэчжи пересекли земли оседлой цивилизации в Давань (Фергана) и обосновались по северному берегу Окса, на территории Фараруда, где находятся современный Узбекистан и Таджикистан, к северу от Греко-бактрийского царства, которое было сметено их набегом в 145 году до н. э.

## Поселение в Среднеазиатском междуречье

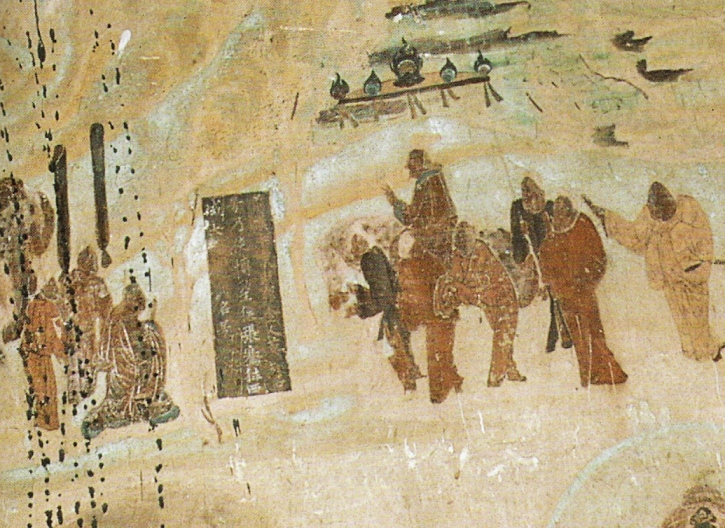
Китайское посольство Чжан Цяня к юэчжи в 126 году до н. э., пещеры Могао, настенная роспись (около 618-712 г. н. э.).

В 126 году до н. э. китайское посольство во главе с Чжан Цянем посетило государство юэчжи, пытаясь организовать союз против сюнну. Хотя царевич юэчжи отверг предложение о союзе, стремившийся к миру Чжан Цянь смог собрать много сведений о положении в Средней Азии, которые потом были отражены в Исторических Записках (Шицзи) Сыма Цяня.
Чжан Цянь в области юэчжи был задержан сюнну и пробыл у шаньюя около десяти лет, после этого он двинулся далее на запад и прошёл Давань, Большой Юэчжи, Дахя, дойдя до Кангюя. В тексте «Ши цзи» описан факт препровождения Чжан-Кяна из Даваня в Кангюй «по почте», что доказывает существование между этими владениями регулярного почтового и торгового сообщения.
По сведениям Чжан Цяня юэчжи занимали земли на расстоянии 2000—3000 ли (1000—1500 км) к западу от Ферганы (Давань) и северу от Аму-Дарьи (Оксус), их соседями на юге были государства Дася (Бактрия) и Аньси (Парфия), а на севере — Канцзюй (Согдиана). Юэчжи — кочевники, всё время перемещавшиеся с места на место со стадами, и их обычаи похожи на обычаи сюнну. Их войско составляло от 100 до 200 тысяч луков. Всего около 400 000 человек. Держат одногорбых верблюдов. Ставка была на северном берегу Аму-Дарьи. Позднее в «Хоу Ханьшу» столицей назван город Ланьши (蓝氏).
По мнению некоторых исследователей, находящиеся к северу от Аму-Дарьи племена юэчжи были связаны с Греко-бактрийским царством, которое находилось южнее Аму-Дарьи. Так же выдвигаются версии, что юэчжи состояли из пяти племён во главе с племенными вождями ябгу (титул которого китайцы называли сюми (Xiūmì, кит. :休密)): на западе Вахан и Зибак; в Бадахшане — кушанцы (Гуйшан, кит. :貴霜); на сопредельных землях Аму-Дарьи Шуанми (кит. 雙靡) — Шугнан, в Балхе — Сидунь (Xidun, кит. 肸頓); Думи (Dūmì, кит. 都密) в окрестности Термеза. По другим версиям, племена находились севернее, за Шахристанским перевалом, начиная от Ура-Тюбе, а непосредственно на пространствах современного южного Таджикистана жило уже ставшее оседлым население юэчжи, перенявшее черты греческой культуры.

## Вторжение в Бактрию

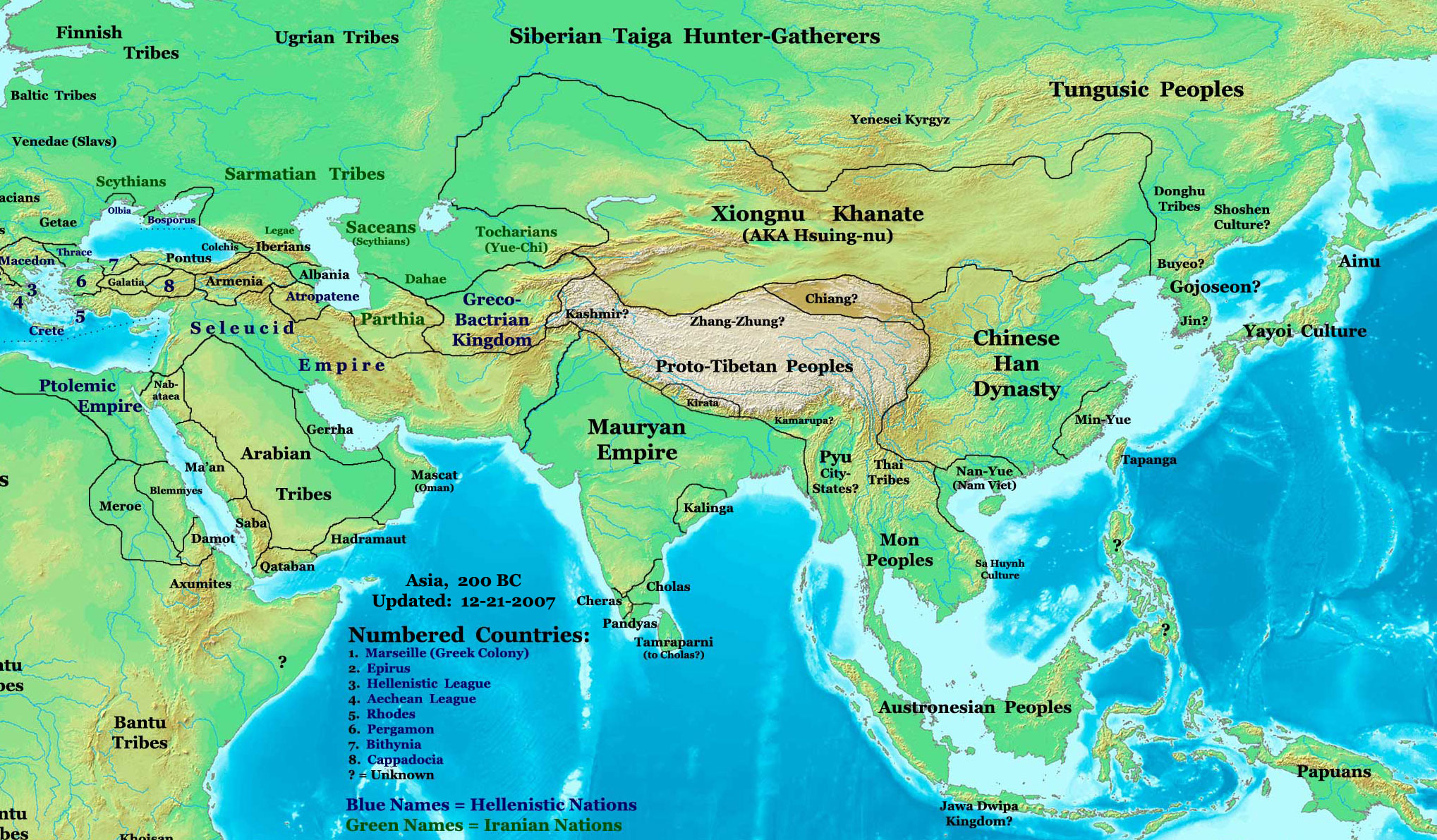
Юэчжи как тохары к северу от Греко-бактрийского царства

В 124 году до н. э. юэчжи (кушаны) включились в войну против Парфии, в которой был ранен, а потом умер от ран парфянский царь Артабан II.
Позднее, предположительно под давлением парфянского царя Митридата II, юэчжи (кушаны) двинулись на юг в Бактрию. После похода Александра Македонского в 330 году до н. э. в этой области правила эллинистическая цивилизация (Селевкиды, Греко-бактрийское царство) ещё двести лет.
Об этом пишет Страбон — греческий историк, который упоминает, что скифы и тохарцы (истинные тохары) вместе с ассианами, пассианами и сакараулями разрушили Греко-бактрийское царство во II веке до н. э.

## Этническая принадлежность
Юэчжи большинством исследователей признаются ираноязычным народом. При этом как отметила Л. А. Боровкова, вопрос об этническом происхождении юэчжи и кушан остаётся спорным. Как пишет С. В. Дмитриев, не ясно, каким языком они пользовались до переселения на запад, где ими впоследствии использовался бактрийский язык. Как констатировал Б. Г. Гафуров, вопрос этнического происхождения юэчжи остается нерешённым. Не сложилось четкого мнения по поводу этнического происхождения юэчжи и в китайской историографии.

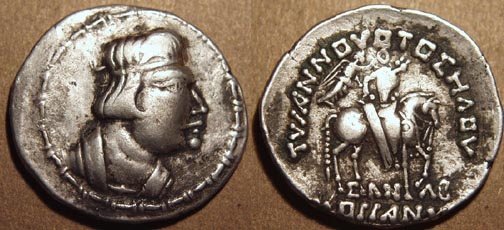
Первый самопровозглашённый кушанский правитель Герай (1-30 г. н. э.) в греко-бактрийском стиле
Obv: Бюст Герая с греческим королевским оголовьем.
Rev: Верховой король, увенчанный венком греческой богиней победы Никой. Греческая легенда: TVPANNOVOTOΣ HΛOV – ΣΛNΛB – KOÞÞANOY «Тиран Герай, Sanav (то есть неизвестно), из кушанов»

Луи Вивьен де Сен-Мартен высказался за их тибетское происхождение. Генри Юль придерживался того же взгляда. К нему примкнули Фердинанд фон Рихтгофен, Герман Альфред Гутшмид и Н. А. Аристов. Клод Де Висделу считал их отраслью восточных монголов, кочевавших в Нью-лане (Нурхане). Учёные XIX века, такие как Александр Каннингем, Иакинф, Арминий Вамбери, Жюльен Жирар де Риаль, Фридрих Хирт, придерживались версии тюркского происхождения. Как полагает Ш. Бира, кушаны (одно из племён юэчжи) принадлежали к монгольскому клану, и их историю можно рассматривать как часть ранней истории монголов. Монгольской версии также придерживался Х. Зиммер. А. Ходжаев связывал происхождение юэчжи с огузами. По его мнению, термин «юэчжи» появился в китайских источниках как название государства и его населения.

## Основание Кушанской империи
Часть юэчжи — кушаны, продолжавшие говорить на диалектах языков юэчжи, родственных хорезмийскому и согдийскому, вторглись в пределы Бактрии и под предводительством своего царя Герая основали Кушанскую империю. При царе Канишке они принимают государственную религию буддизм, которая потом стала основой единения их государства. Но в последующем эфталиты разгромили кушан, при этом продолжали обычаи кушан. В свою очередь, это государство было окончательно разрушено в итоге походов Тюркского каганата.

## Правители юэчжи
- Сападбиз(-ес) (ок. 20 года до н. э.)
- Агесил(-ес) (ок. 20 года до н. э.)

## Галерея

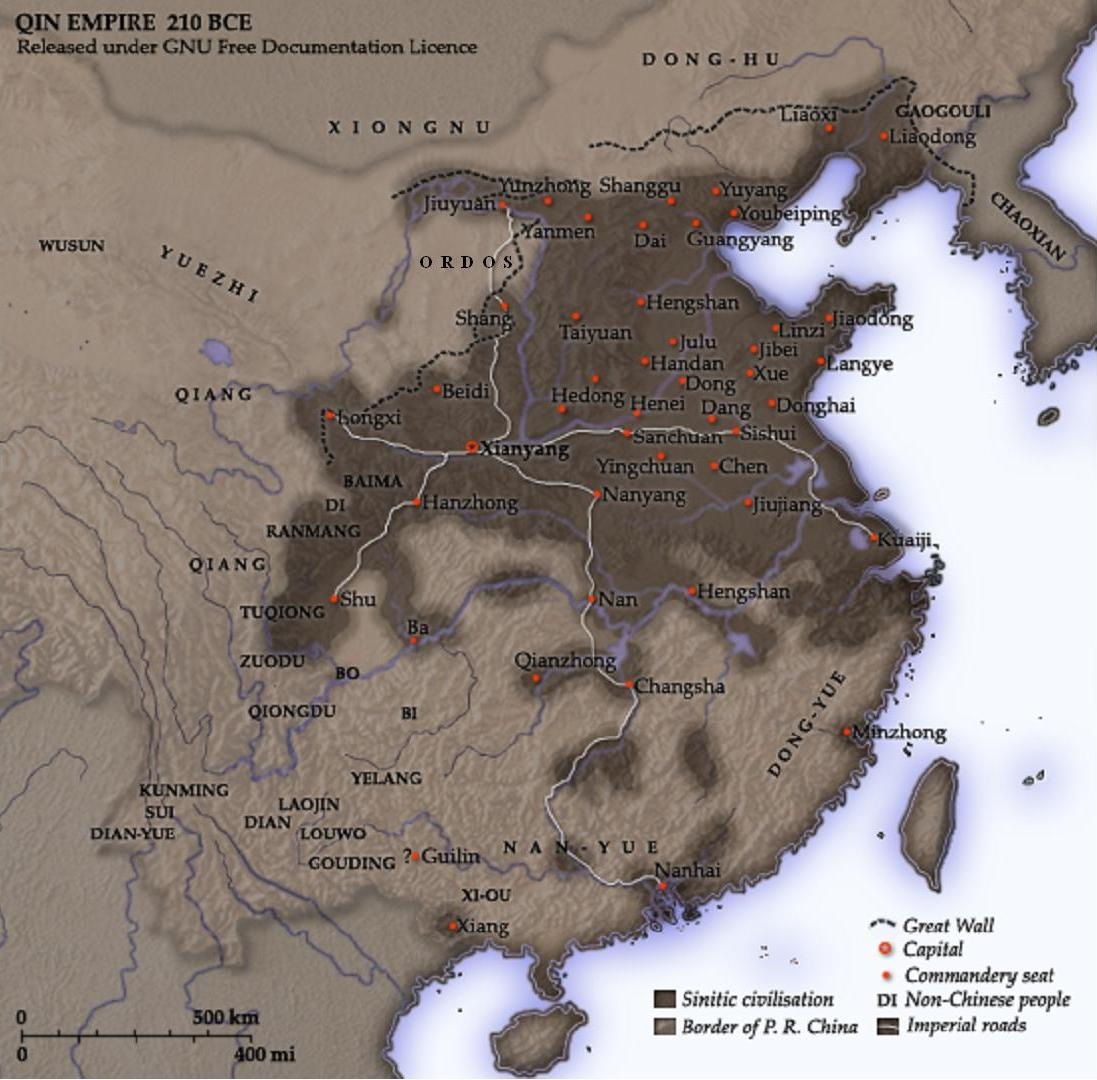
К III веку до н. э. юэчжи проживали на северо-западе нынешней территории Китая.
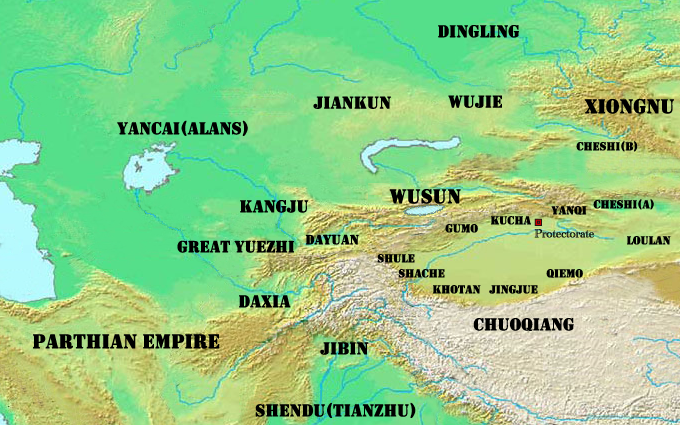
Центральная Азия в I веке до н. э.
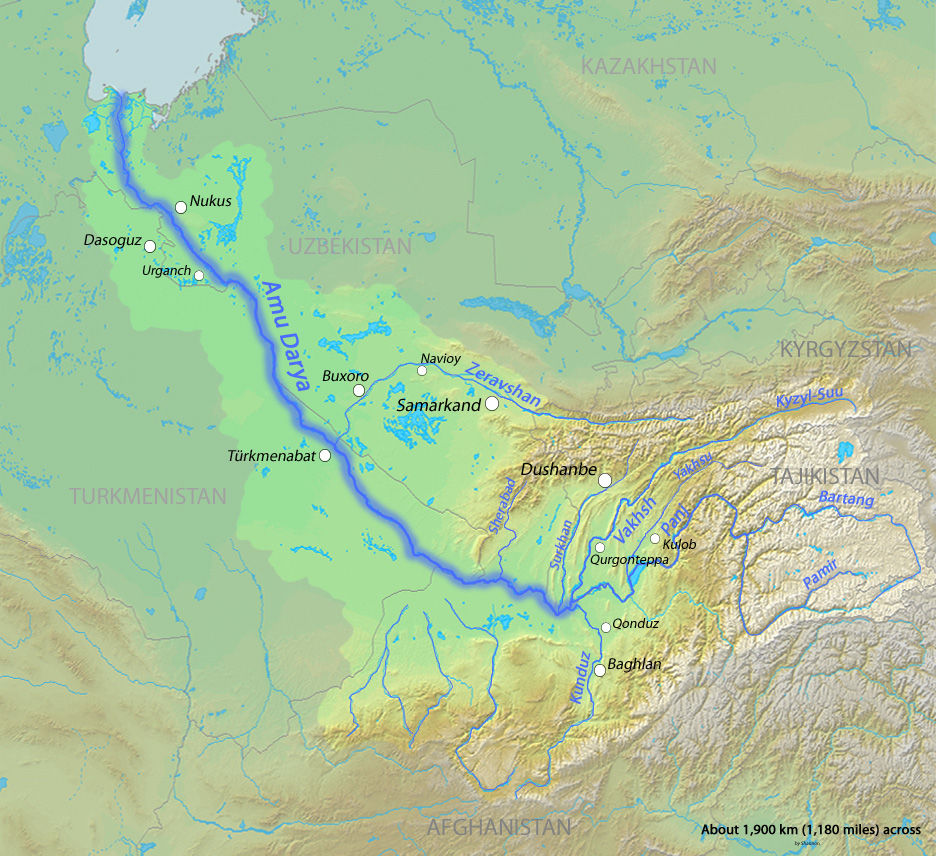
Бассейн реки Окс (современная Амударья)
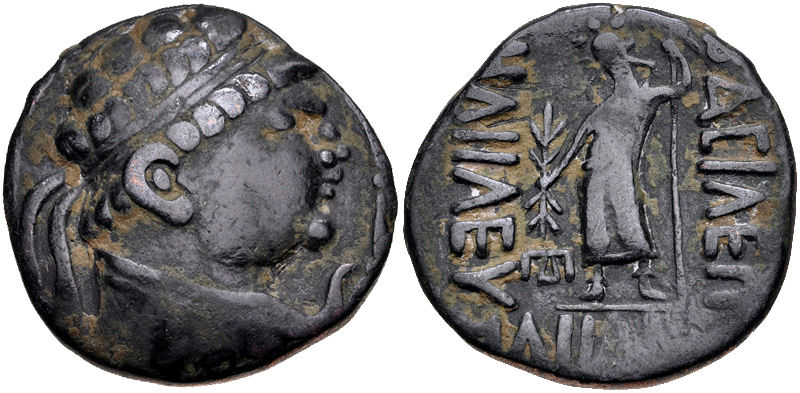
Кушанская копия монеты греко-бактрийского царя Гелиокла
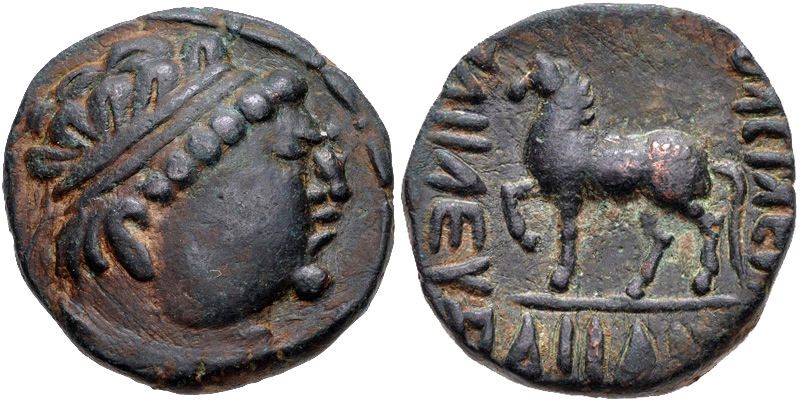
Кушанская копия монеты греко-бактрийского царя Гелиокла, с оригинальной лошадью на реверсе
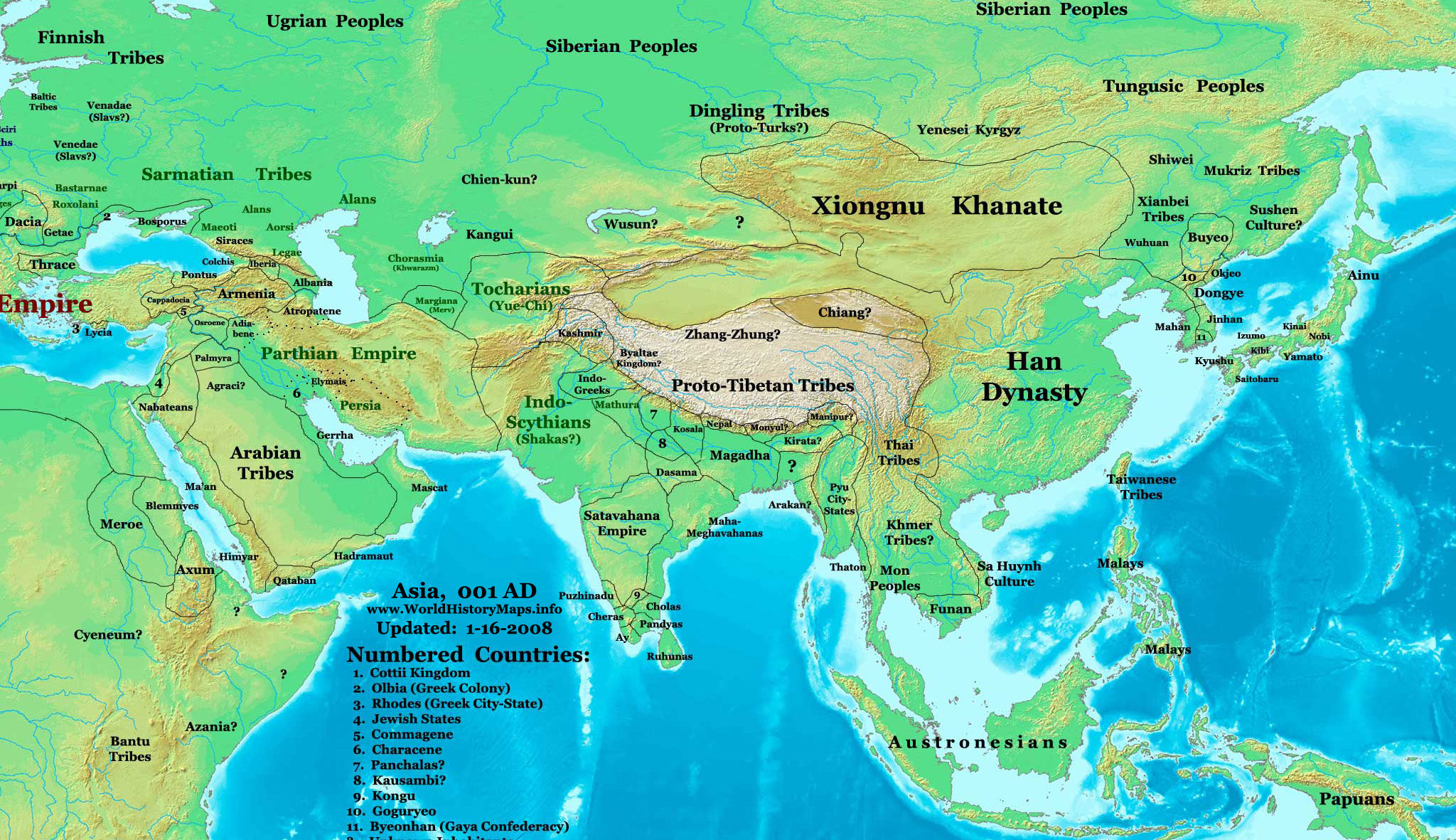
Азия около 1 года н. э. — юэчжи («тохары») расположены недалеко от центра карты.
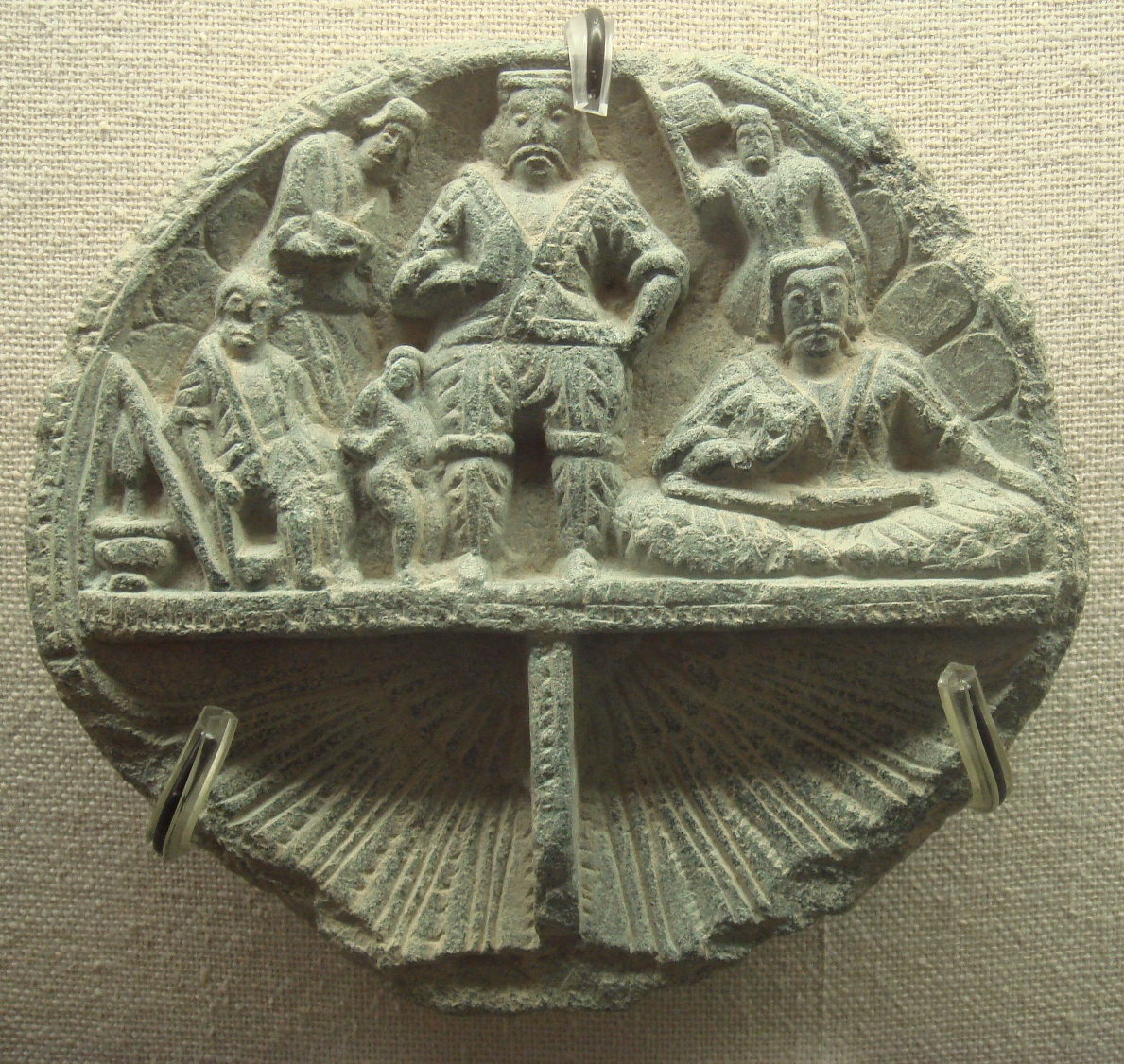
Возможно царь юэчжи и обслуживающий персонал, каменная палитра Гандхара, I век до н. э.
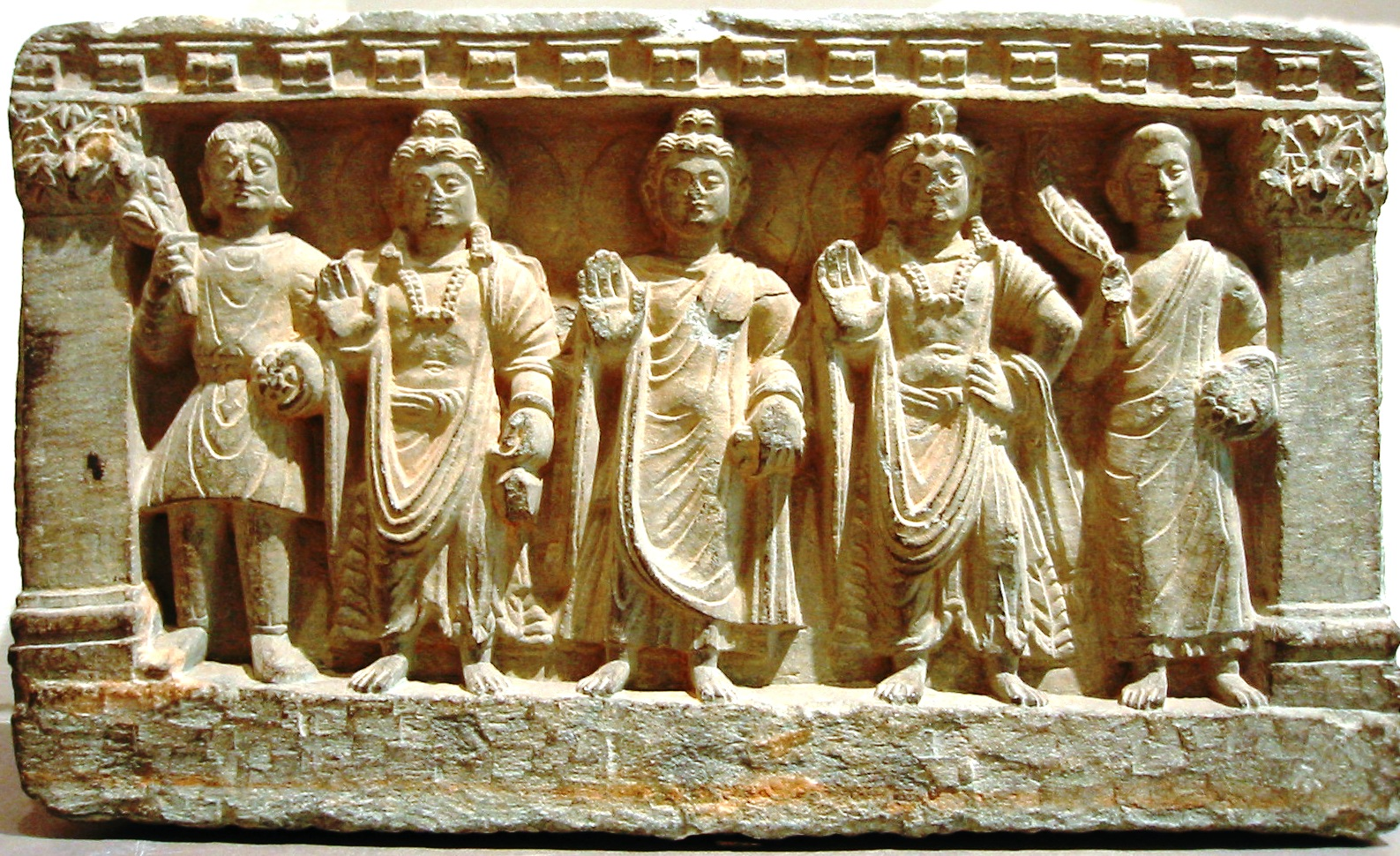
Буддийское искусство около 300 г. н. э., изображающее (слева направо) кушанские рельефы буддиста, Майтрея, Будду, Авалокитешвару и буддийского кушанского монаха.
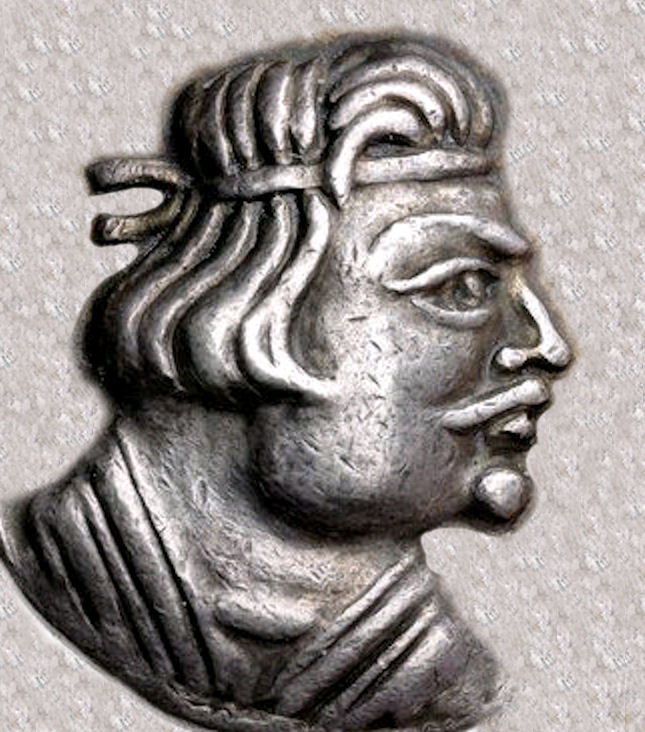
Изображение правителя кушан Герая, который правил в 1-30 гг. н. э.